# Aljezar

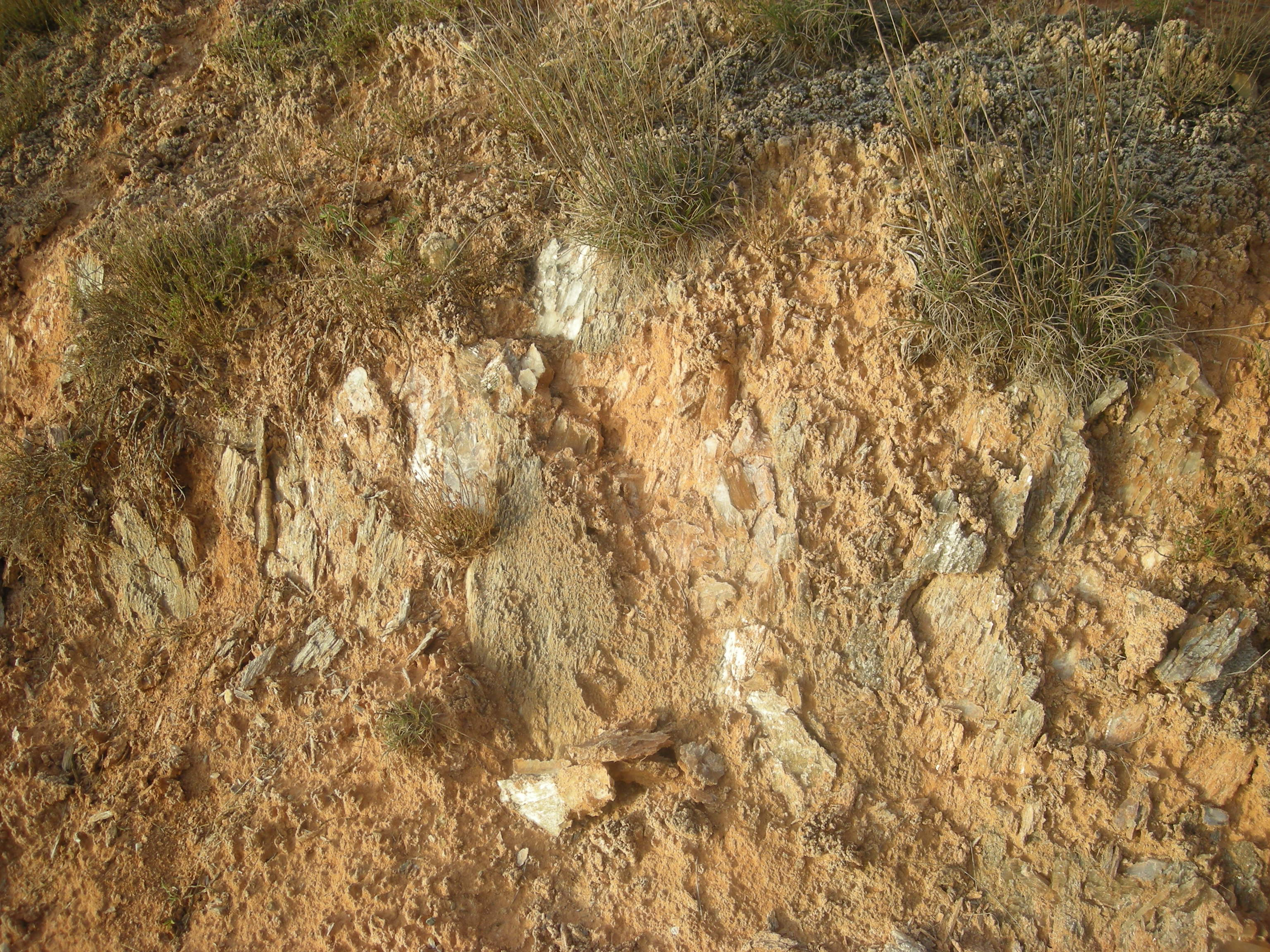
Un afloramiento de yeso (o aljez).

Los Aljezares (Denominado también Yesar o  Aljezería) son antiguas canteras (anteriores a la época industrial) de mineral de yeso ubicadas en algunas zonas de la península ibérica. La palabra aljez es la denominación en árabe del mineral de yeso, y la procedencia de su explotación se suele remontar en la mayoría de los casos a los periodos de romanización de la península que posteriormente se continuaron empleando durante el periodo del Al-Ándalus. Posteriormente el empleo del yeso se hizo popular gracias al uso que hacían los mozárabes y muy especialmente los mudéjares en los ornamentos arquitectónicos. 

## Canteras
Generalmente las canteras se abrían en aquellos lugares donde se producían afloramientos naturales de mineral de yeso. En muchos casos aparece como topónimo, en ocasiones se denomina al arbusto Gypsophila struthium donde crece (planta que forma parte de la familia Cariofiláceas). En la región de Murcia existen varios aljerezares. En la Murcia musulmana (denominada Mursiya) quedan municipios como Algezares (Al Jezar) será uno de los núcleos más importantes de explotación de yeso. Existen aljezerías en Aljezar de Sorbas (Almería). 